# Во тьме (телесериал)
«Во тьме» (англ. In the Dark) — американский драматический телесериал транслирующийся каналом CW.
24 апреля 2019 года канал CW продлил телесериал на второй сезон. Премьера второго сезона состоялась 16 апреля 2020 года.
7 января 2020 канал CW продлил телесериал на третий сезон.. 3 февраля 2021 года сериал был продлен на четвертый сезон.
Премьера третьего сезона состоялась 9 июня 2021 года на американском телеканале The CW. Премьера четвертого сезона состоялась 6 июня 2022 года.
12 мая 2022 года телеканал The CW закрыл телесериал после четвертого сезона.

## Сюжет
Жизнь Мёрфи резко меняется, когда она внезапно слепнет и становится единственной «свидетельницей» убийства её друга-наркодилера. Когда полиция ей не верит и прекращает расследование, девушка сама начинает поиски убийцы вместе со своей собакой-поводырем. Единственный, кто верит Мёрфи — полицейский Дин, чья дочь тоже слепая.

## В ролях
| Актер            | Персонаж            | Сезоны          | Сезоны          | Сезоны          | Сезоны          |
| Актер            | Персонаж            | 1               | 2               | 3               | 4               |
| ---------------- | ------------------- | --------------- | --------------- | --------------- | --------------- |
| Перри Мэттфелд   | Мерфи Мейсон        | Постоянно       | Постоянно       | Постоянно       | Постоянно       |
| Рич Соммер       | Дин Райли           | Постоянно       | Постоянно       | Does not appear | Does not appear |
| Брук Маркам      | Джесс Деймон        | Постоянно       | Постоянно       | Постоянно       | Does not appear |
| Кэйси Дейдрик    | Макс Пэрриш         | Постоянно       | Постоянно       | Постоянно       | Постоянно       |
| Кестон Джон      | Дарнелл Джеймс      | Постоянно       | Постоянно       | Постоянно       | Постоянно       |
| Морган Кранц     | Феликс Белл         | Постоянно       | Постоянно       | Постоянно       | Постоянно       |
| Тамела Мпумлвана | Тайсон Паркер       | Постоянно       | Does not appear | Does not appear | Гость           |
| Дерек Уэбстер    | Хэнк Мейсон         | Постоянно       | Гость           | Does not appear | Does not appear |
| Кэтлин Йорк      | Джой Мейсон         | Постоянно       | Гость           | Гость           | Гость           |
| Теодор Бхат      | Джош Уоллес         | Does not appear | Периодически    | Постоянно       | Постоянно       |
| Мэтт Мюррэй      | Офицер Джин Клеменс | Does not appear | Периодически    | Постоянно       | Постоянно       |

## Обзор сезонов
| Сезон | Сезон | Эпизоды | Дата показа    | Дата показа     | Рейтинг Нильсона | Рейтинг Нильсона       |
| Сезон | Сезон | Эпизоды | Премьера       | Финал           | Ранк             | Зрители США (миллионы) |
| ----- | ----- | ------- | -------------- | --------------- | ---------------- | ---------------------- |
|       | 1     | 13      | 4 апреля 2019  | 27 июня 2019    | 205              | 0,88                   |
|       | 2     | 13      | 16 апреля 2020 | 9 июля 2020     | TBA              | TBA                    |
|       | 3     | 13      | 23 июня 2021   | 6 октября 2021  | TBA              | TBA                    |
|       | 4     | 13      | 6 июня 2022    | 5 сентября 2022 | TBA              | TBA                    |

## Производство

### Разработка
30 января 2018 года американский телеканал The CW заказал съемки пилотного эпизода сериала. Создателем сериала является Корина Кингсбери.

### Съемки
Съемочный процесс пилотного эпизода сериала стартовал 12 марта 2018 года на территории Торонто, Онтарио, Канада; и завершился 28 марта 2018 года. Съемки первого сезона сериала продолжились 8 августа 2018 года и закончились 21 декабря 2018 года. Съемки второго сезона начались в Торонто 19 августа 2019 года и закончились 24 января 2020 года. Съемочный процесс третьего сезона стартовал 2 ноября 2020 года и продлился до 21 апреля 2021 года. Съемки четвертого сезона начались 29 ноября 2021 года и закончатся 6 мая 2022 года.